# هوارزمیه (ساتراپی هخامنشی)

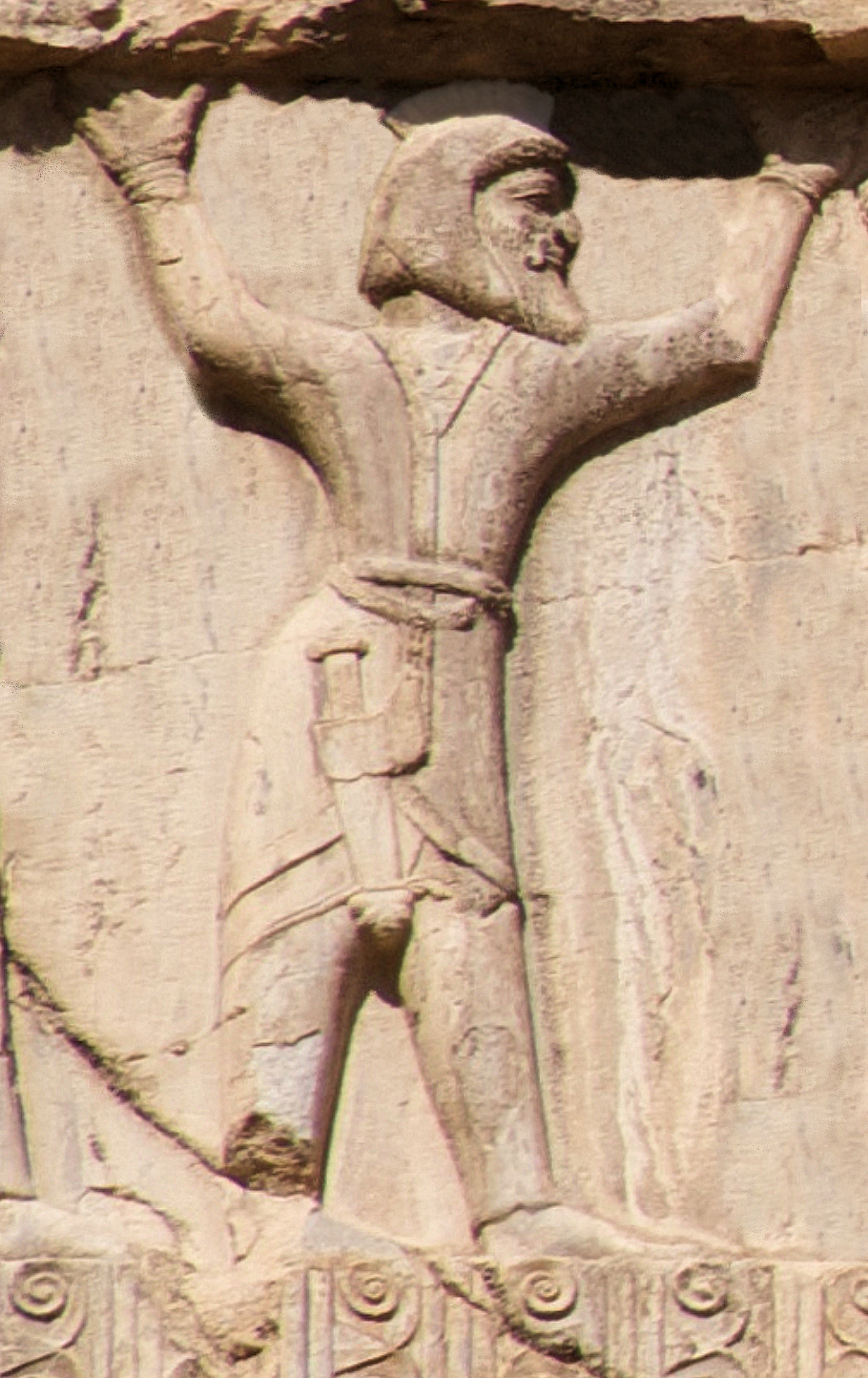
سنگ‌نوشته خشایارشا، یک سرباز هوارزمی ارتش هخامنشی در حدود ۴۷۰ پ.م.

هوارزمیه (به پارسی باستان: 𐎢𐎺𐎠𐎼𐏀𐎷𐎡𐎹، hUvārazmiya) یا (به پارسی باستان: 𐎢𐎺𐎠𐎼𐏀𐎷𐎡𐏁، hUvārazmiš) یکی از ساتراپی‌های هخامنشی، براساس سنگ‌نوشته داریوش یکم در نقش رستم است. بنظر می‌رسد این منطقه پیش از سال ۵۲۲ پ.م. به جزئی از قلمرو شاهنشاهی تبدیل شده باشد، چرا که داریوش بزرگ در کتیبه بیستون که در سال ۵۲۰ پ.م. حکاکی شده، از این ساتراپی نام می‌برد. به نظر می‌رسد که این ساتراپی، توسط ساتراپ پارثوه اداره می‌شده است. اینگونه پیداست که هوارزمیه پیش از حمله اسکندر به ایران از زیر فرمان هخامنشیان خارج شده باشد و پادشاهش در سال ۳۲۷/۳۲۸ پیش از میلاد، با اسکندر مقدونی یک عهدنامه صلح به امضا رسانده است.

## نام
واژه ʰUvārazmi به معنای «سرزمین خاک سیاه» است، اگر آن را به دو قسمت تبدیل کنیم، *(h)uvāra- به معنای «سیاه» است و *zmī- به معنای «زمین»، این واژه در زبان‌های ایرانی شرقی به شکل *Xvārazmī-، یعنی خوارزمی آمده است.